# Buré-la-Ville
Pour les articles homonymes, voir Buré (homonymie).
Buré-la-Ville est une ancienne commune française de Meurthe-et-Moselle en région Grand Est. Elle est rattachée à celle de Saint-Pancré depuis 1811.

## Géographie
Buré-la-Ville est situé dans le Pays Haut, à environ 1 km de la frontière franco-belge.

## Toponymie
Mentions anciennes : Buray-la-Ville (1681), Bury-la-Ville (1689), Burez-la-Ville (1756), Burey-la-Ville (1779).

## Histoire
En 1681, Buré-la-Ville fait partie de la seigneurie de Saint-Pancré.
Ce village dépendait de la province du Barrois dans le bailliage de Villers-la-Montagne et du doyenné de Longuyon dans la paroisse de Saint-Pancré.
La commune de Buré-la-Ville est réunie à celle de Saint-Pancré par décret du 9 avril 1811,.
En 1817, cette localité a une population de 141 individus, 27 maisons, un moulin, ainsi qu'un territoire productif de 327 hectares dont 56 en bois.

## Démographie
| 1793 | 1800 | 1806 |
| ---- | ---- | ---- |
| 108  | 114  | 119  |